# Benešov (Blanskói járás)
Benešov település Csehországban, a Blanskói járásban. Benešov Buková, Okrouhlá, Suchý, Horní Štěpánov, Brodek u Konice, Velenov és Kořenec településekkel határos. Lakosainak száma 671 fő (2024. január 1.).

## Népesség
A település lakosságának változását az alábbi diagram mutatja:
| Lakosok száma | 810  | 850  | 873  | 872  | 710  | 651  | 654  | 658  | 629  | 671  |
|               | 1869 | 1900 | 1921 | 1961 | 1980 | 2011 | 2016 | 2019 | 2021 | 2024 |